# Официр и џентлмен
Официр и џентлмен (енгл. An Officer and a Gentleman) амерички је љубавни мелодрамски филм из 1982. године. Главне улоге играју Ричард Гир, Дебра Вингер, Дејвид Кит, Луј Госет Млађи, Роберт Лођа и Лиса Блаунт.

## Радња
Зак Мејо улази у војну школу која обучава пилоте за поморску авијацију. После тромесечне вежбе, Зак почиње да схвата шта је војна дисциплина, његов карактер је ојачан у окршају са наредником Фолијем, који грубо елиминише све „слабе“. У исто време, Зек се заљубљује у локалну девојку, али покушава да обузда своја осећања како не би везао чвор. Самоубиство пријатеља приморава Зака да преиспита свој поглед на живот. Као резултат тога, он успешно завршава припремни курс и запроси своју девојку.

## Улоге
| Глумац           | Улога                           |
| ---------------- | ------------------------------- |
| Ричард Гир       | Зак Мејо                        |
| Дебра Вингер     | Пола Покрифки                   |
| Дејвид Кит       | Сид Ворли                       |
| Роберт Лођа      | Бајрон Мејо                     |
| Лиса Блаунт      | Линет Померој                   |
| Лиса Ајлбахер    | Кејси Сигер                     |
| Луј Госет Млађи  | артиљеријски наредник Емил Фоли |
| Тони Плана       | Емилијано Дела Сера             |
| Харолд Силвестер | Периман                         |
| Дејвид Карусо    | Топер Данијелс                  |
| Виктор Френч     | Џо Покрифки                     |
| Грејс Забриски   | Естер Покрифки                  |
| Томи Питерсен    | млади Зек                       |
| Мара Скот Вуд    | Бани                            |
| Дејвид Гринфилд  | Шнајдер                         |
| Денис Ракер      | Дони                            |
| Џејн Вилбер      | Нели Рафервел                   |
| Бак Велчер       | Тракстон                        |